# Marie Tlachová
Marie Wasner (* 8. února 1968), rozená Tlachová, je bývalá česká fotbalistka, která hrála jako obránkyně.
Ve třinácti letech byla pozvána na zkoušku do Slavie Praha, v týmu nakonec strávila 11 let. V 25 letech přestoupila do německého TSV Battenberg, stala se první českou hráčkou v nejvyšší německé soutěži. Později hrála za Norimberk. Z Norimberka odešla do SG Limburgerhof.
S československou reprezentací se zúčastnila Mistrovství světa 1988, nastoupila do zápasů se Švédském, Japonskem a USA. Hrála i kvalifikaci na Mistrovství Evropy. Později hrála za českou reprezentaci, za kterou debutovala v roce 1993.